# Ara macao
L'ara scarlatta (Ara macao (Linnaeus, 1758)) è un grande pappagallo appartenente al genere Ara, caratterizzato da un magnifico e iconico piumaggio rosso, giallo e blu, originario delle foreste sempreverdi dell'America centrale e meridionale. Il suo areale si estende dal Messico sud-orientale al Perù, Ecuador, Colombia, Bolivia, Venezuela e Brasile nei bassopiani fino a 500 m d'altitudine (anche se in passato si spingeva fino ai 1 000 m), così come sull'isola caraibica di Trinidad, come così come l'isola di Coiba. In precedenza, si estendeva da nord a Tamaulipas meridionale. In alcune aree la specie è stata estirpata a causa della distruzione dell'habitat o della cattura per il commercio di pappagalli, ma in altre aree rimane abbastanza comune. È l'uccello nazionale dell'Honduras. Come il suo parente l'ara gialloblù (Ara ararauna), l'ara scarlatta è un uccello molto popolare nell'avicoltura, grazie al suo sgargiante ed iconico piumaggio che lo ha reso uno dei pappagalli più conosciuti al mondo.

## Tassonomia
L'ara scarlatta fu formalmente descritta dal naturalista svedese Carl Linnaeus, nel 1758, nella decima edizione del suo Systema Naturae con il binomio Psittacus macao. L'ara scarlatta è ora collocata nel genere Ara (Lacépède, 1799), uno dei 6 generi di macao dell'America centrale e meridionale.
Le due sottospecie possono essere distinti per le dimensioni e i dettagli di colore nelle piume delle ali:
- A. m. macao (Linnaeus, 1758) - l'ara scarlatta sudamericana, la sottospecie nominale. Nelle ali le copritrici medie e secondarie hanno la punta verde;
- A. m. cyanopterus Wiedenfeld, 1995 - l'ara scarlatta centro-americana. L'ara scarlatta centroamericana è più grande e ha le punte delle ali blu invece che verdi.

### Genetica
Nel maggio 2013, è stato annunciato che un team di scienziati, guidato dal dottor Christopher M. Seabury e dal dottor Ian Tizard della Texas A&M University, aveva sequenziato il genoma completo dell'ara scarlatta.

## Descrizione

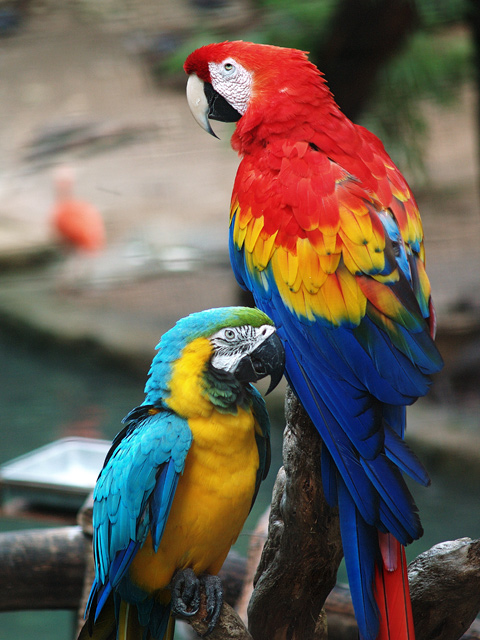
Un'ara scarlatta e un'ara gialloblù a confronto

L'ara scarlatta è una delle specie più grandi di pappagallo, raggiungendo una lunghezza di circa 81-96 centimetri, dei quali più della metà sono formati dalle lunghe penne appuntite e graduate della coda, tipiche di tutte le are, sebbene nell'ara scarlatta abbia la coda più lunga rispetto alle altre grandi are. Il peso medio di questa specie è di circa 1 chilogrammo. Come si evince dal nome, il piumaggio di questo uccello è quasi completamente scarlatto, ad eccezione delle piume del dorso e le copritrici della coda che sono azzurre, mentre le copritrici maggiori delle ali sono gialle, i lati superiori delle remiganti sono blu scuro, così come le estremità delle penne della coda, e il lato inferiore delle remiganti delle ali e della coda è rosso scuro con iridescenze metalliche dorate. Alcuni individui presentano punte delle ali verdi.
Intorno all'occhio c'è una zona di pelle glabra bianca che si spinge fino al becco. Delle minuscole piume bianche formano delle striature lungo la parte glabra del volto. La mascella è per lo più di color avorio pallido mentre la mandibola e la parte inferiore della mascella è nera. I sessi sono simili; la sola differenza tra uccelli di età differenti è che i giovani uccelli hanno gli occhi scuri, mentre gli adulti li hanno giallo chiaro.
Questa specie viene spesso confusa con l'ara dalle ali verdi (Ara chloropterus). Tuttavia, quest'ultima è facilmente distinguibili per le dimensioni leggermente più grandi, linee rosse più distinte sul volto e copritrici maggiori verdi anziché gialle.
Per comunicare gli ara scarlatti emettono strilli, squittii e richiami molto forti, acuti e talvolta profondi, gutturali, che possono essere uditi per chilometri per chiamare comunicare tra di loro.
L'ara scarlatta può vivere fino tra i 75 e i 90 anni in cattività, sebbene la durata di vita più tipica sia di 40-50 anni.

## Biologia

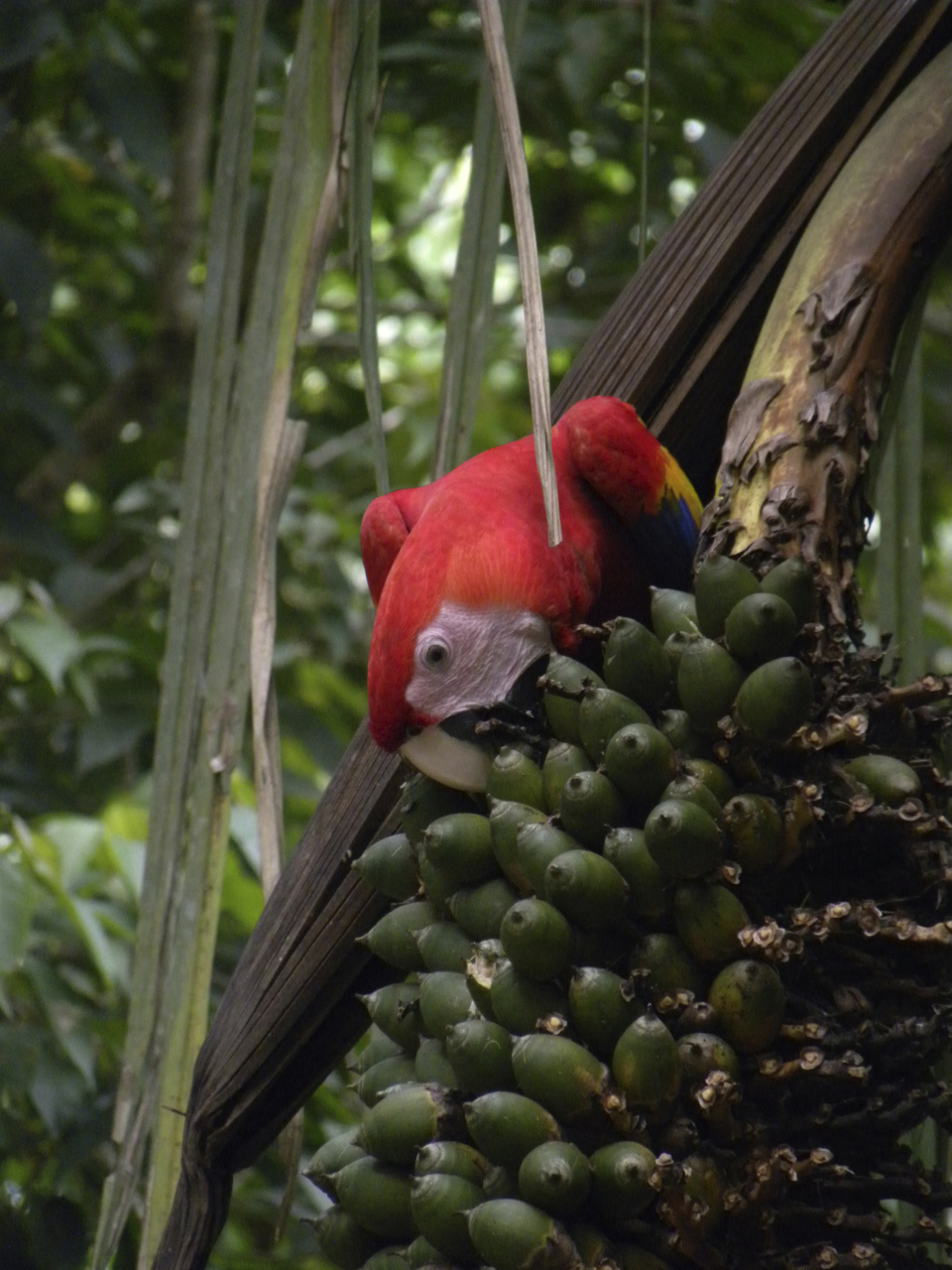
Ara scarlatta mentre si nutre dei frutti di Attalea

Come tutti i pappagalli, le are scarlatte sono una specie altamente sociale è sono solitamente avvistate in gruppo o in coppie mentre volano sopra la volta della foresta, sebbene in alcune aree si possano osservare interi stormi. Numerosi esemplari possono radunarsi in gran numero nelle cave di argilla, condividendo lo spazio con altre specie di are o altri uccelli. Gli Ara scarlatti comunicano principalmente attraverso richiami rauchi; tuttavia, la comunicazione vocale è molto variabile e gli ara in cattività sono noti per essere abili imitatori del linguaggio umano.

### Alimentazione
Le ara scarlatte selvatici si nutrono principalmente di frutta, noci, semi, fiori e nettare, integrando nella loro dieta anche insetti e larve. Sono stati osservati diversi individui nutrirsi pesantemente di insetti, lumache e fogliame. Le lumache e gli insetti sono un'ottima fonte di proteine, soprattutto durante la stagione riproduttiva.
Le popolazioni presenti in Costa Rica hanno imparato a nutrirsi di alberi di teak (Tectona grandis) e di mandorli (Terminalia sp) introdotti dalle popolazioni locali. Le organizzazioni locali senza scopo di lucro hanno piantato centinaia di quegli alberi lungo la costa dal bacino del fiume Tarcoles alla spiaggia di Esterillos, contribuendo ad aumentare drasticamente la popolazione di questi uccelli. Gli sforzi congiunti e il corretto ecoturismo hanno anche un ruolo importante nella conservazione questi uccelli. Le compagnie turistiche lungo il fiume Tarcoles e le sue mangrovie hanno investito molto sull'importanza del birdwatching come risorsa per la crescita della loro popolazione.

### Riproduzione

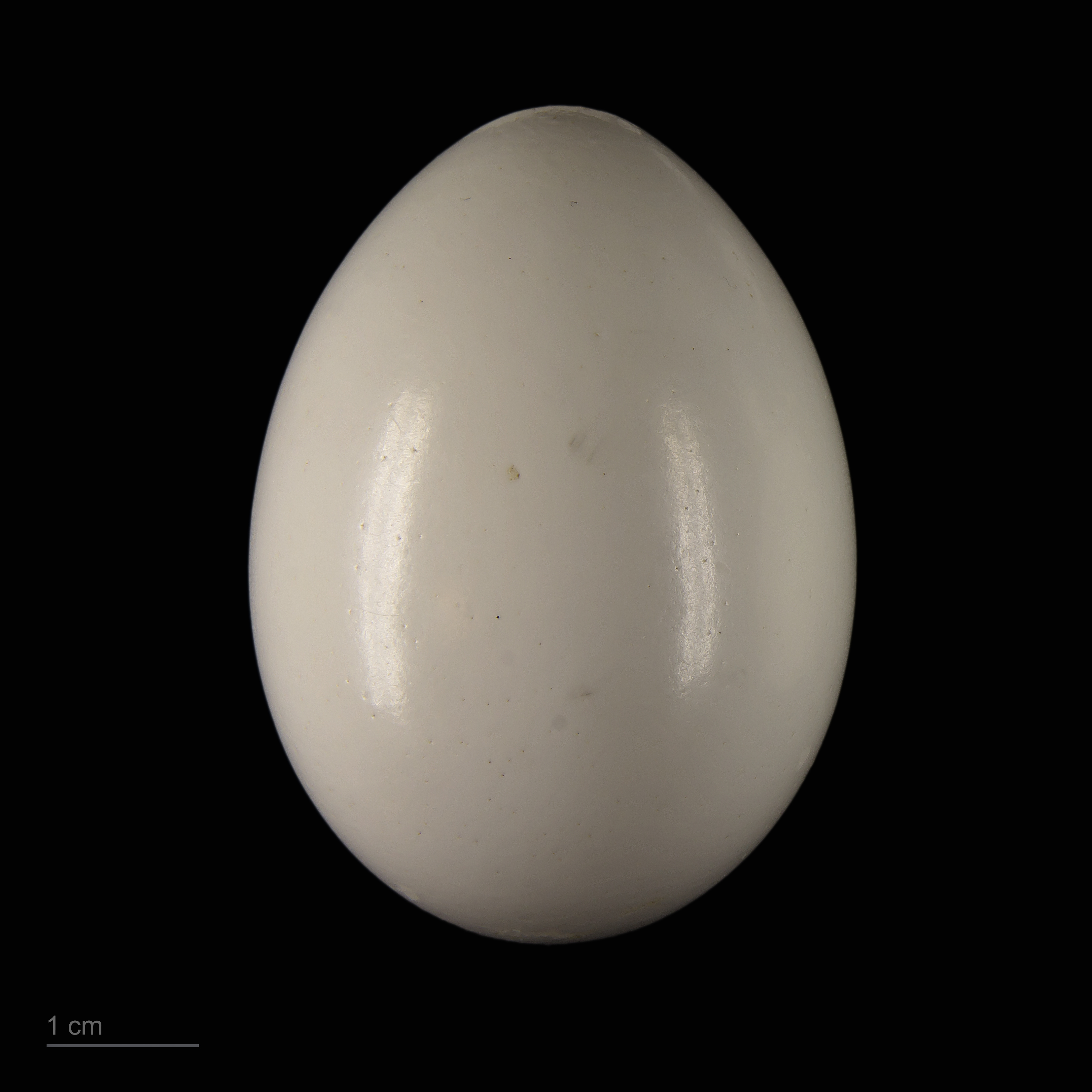
Uovo di Ara macao

Sebbene relativamente docili nella maggior parte dei periodi dell'anno, le ara scarlatte possono divenire estremamente aggressive durante la stagione riproduttiva. Come la maggior parte dei pappagalli, le ara scarlatte sono uccelli monogami, e i due partner rimangono insieme per tutta la vita. Il nido viene costruito all'interno della cavità di un albero, dove la femmina depone due o tre uova bianche. La femmina incuba le uova per circa cinque settimane e i pulcini si involano dal nido dopo circa 90 giorni dalla schiusa, lasciando completamente i genitori circa un anno dopo. I giovani raggiungono la maturità sessuale a cinque anni.

## Distribuzione e habitat
L'habitat dell'ara macao centroamericana corre attraverso le estreme regioni orientali e meridionali del Messico e di Panama, ma anche in Guatemala e nel Belize (dove nel Parco nazionale di Chiquibul si trova il più grande gruppo esistente), mentre la popolazione sudamericana ha un vasto areale che ricopre il bacino amazzonico; si estende fino al Perù a est delle Ande, alla Bolivia e al Paraguay. Sebbene siano piuttosto rare sulla terraferma, grandi colonie di are scarlatte si possono ancora trovare sull'isola di Coiba e sulle Galápagos.
Prima che la popolazione dell'ara scarlatta declinasse, la sua distribuzione comprendeva gran parte della Costa Rica. Comunque, a partire dagli anni 1960 le are scarlatte sono scese di numero a causa di una combinazione di fattori, soprattutto caccia, bracconaggio e distruzione dell'habitat tramite la deforestazione. Inoltre, il trattamento con pesticidi effettuato dalle compagnie di coltivazione e vendita di banane da esportazione ha giocato un ruolo significativo nella diminuzione delle popolazioni di ara scarlatta.
Questi fattori combinati hanno intaccato la popolazione di are scarlatte in Costa Rica, dove in passato occupavano circa 42 500 km² su un totale del territorio nazionale di 51 100 km², riducendo il loro areale, agli inizi degli anni 1990, a due sole regioni sulla costa pacifica: la riserva biologica di Carara e la penisola di Osa. Nel 1993 i sopralluoghi mostrarono che in Costa Rica le are scarlatte occupavano solamente il 20% (9 100 km²) del loro areale storico.
L'areale delle are scarlatte è ritenuto quello più esteso in latitudine di ogni uccello del genere Ara, ricoprendo un'estensione massima di territorio di 6 700 000 km². Tuttavia, l'habitat dell'ara scarlatta è frammentato e le colonie di questo uccello sono confinate per lo più a piccole popolazioni sparse attraverso l'America centrale e meridionale. Comunque, dal momento che in alcune regioni del suo territorio, dove viene descritta come "comune", si trova ancora in grande numero, nel 2004 l'Unione Internazionale per la Conservazione della Natura ha considerato la specie a "rischio minimo".

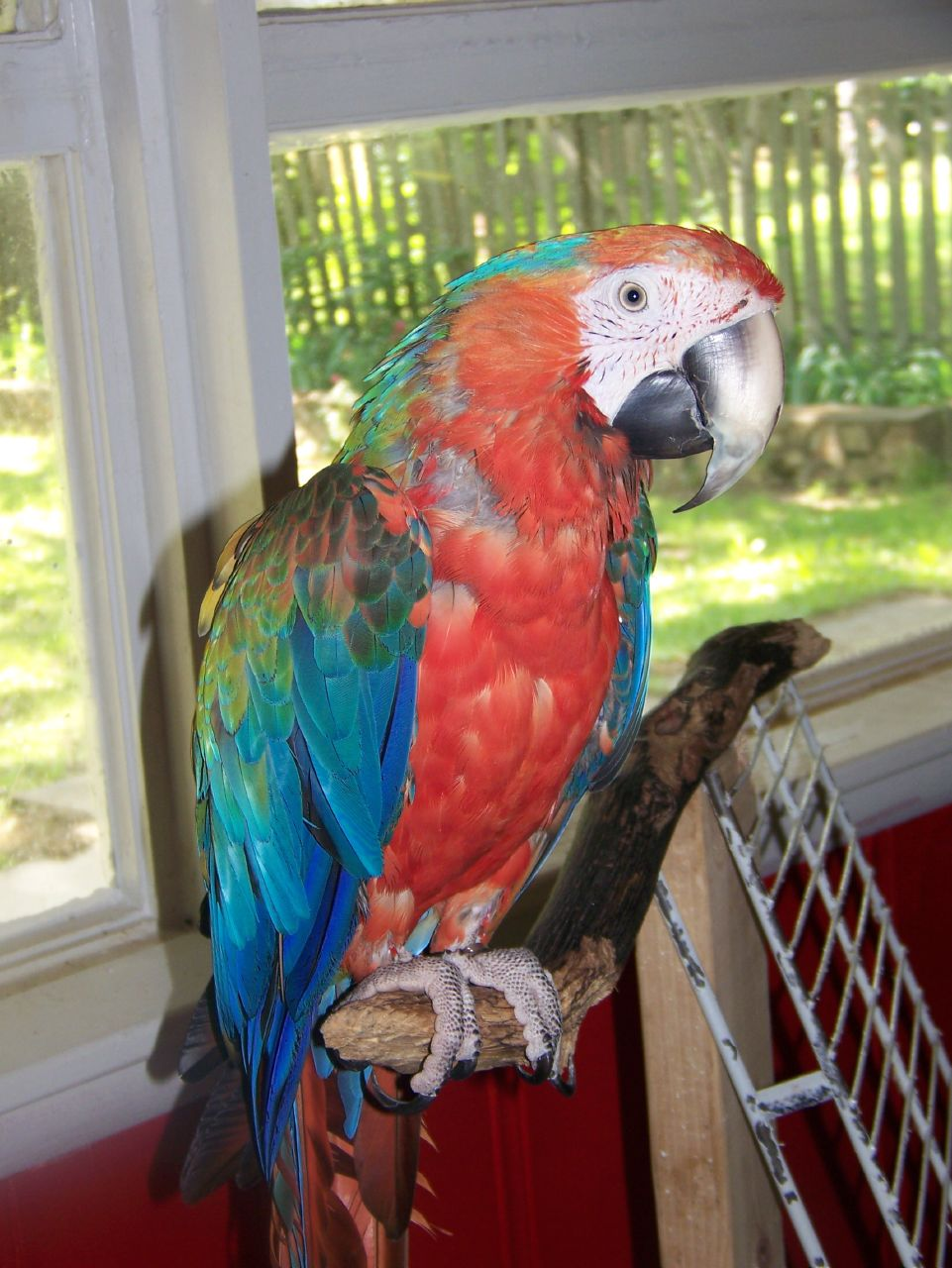
Un'ara catalina - un ibrido di ara blu e gialla e di ara scarlatta

## Avicoltura
Le are scarlatte sono popolari, ma costosi, rumorosi e richiesti uccelli da gabbia. Sono considerate socievoli e affezionate e alcune di esse parlano bene il linguaggio umano. L'ara scarlatta è una specie inclusa nell'Appendice I della CITES e perciò questi uccelli non possono essere catturati in natura.
In cattività le are scarlatte si incrociano talvolta con altre specie di are, producendo ibridi.
L'ibrido con l'ara rossa e verde, detta anche ara dalle ali verdi, è conosciuto come ara rubino, mentre dall'incrocio tra un'ara scarlatta e un'ara blu e gialla nascono degli uccellini noti come are catalina.

## Galleria d'immagini

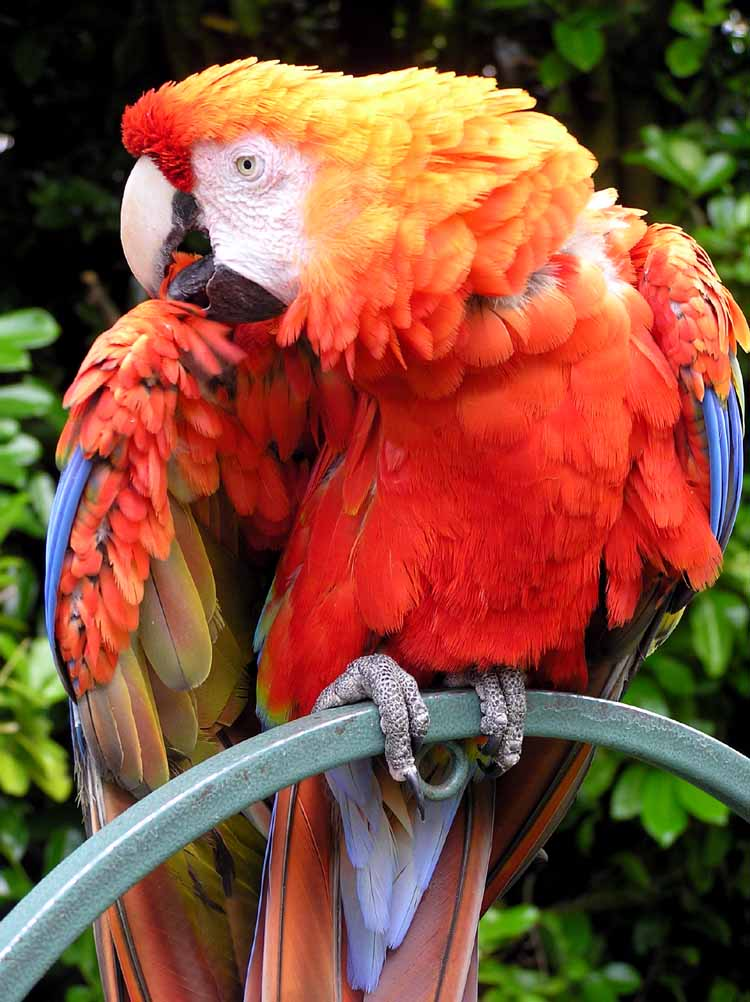
Uccello in cattività nel Devon, in Inghilterra
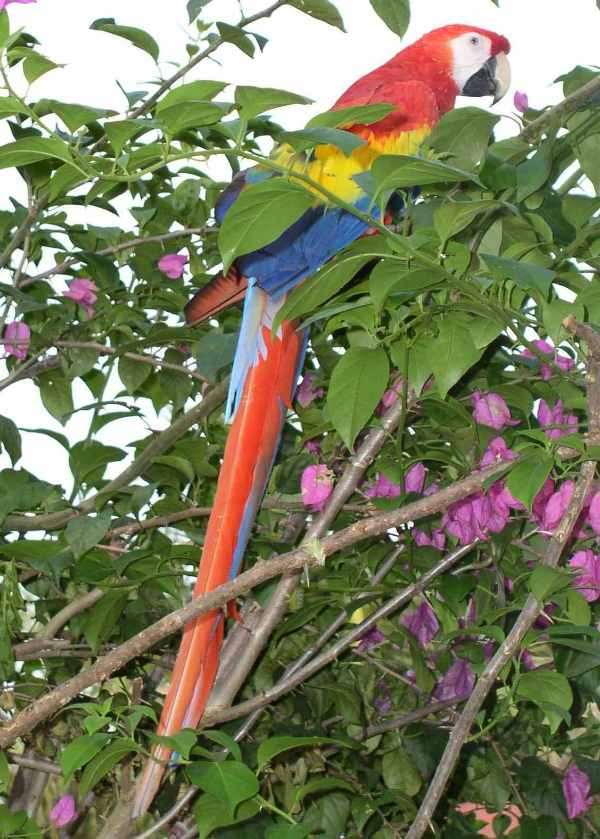
In natura in Belize
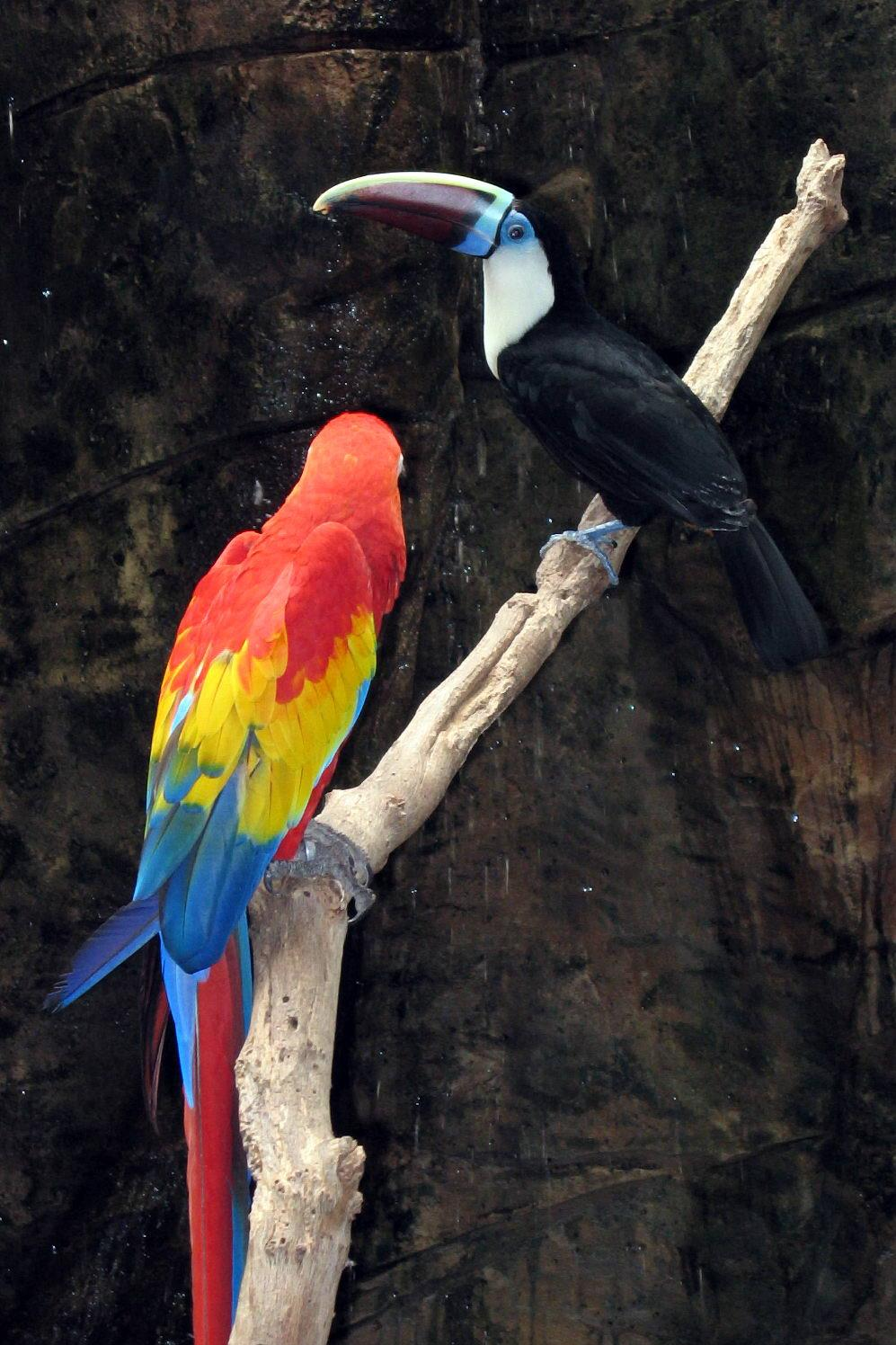
Ara macao e tucano
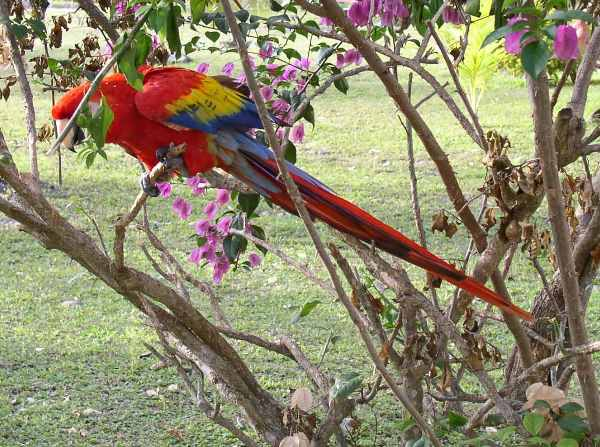
In natura in Belize
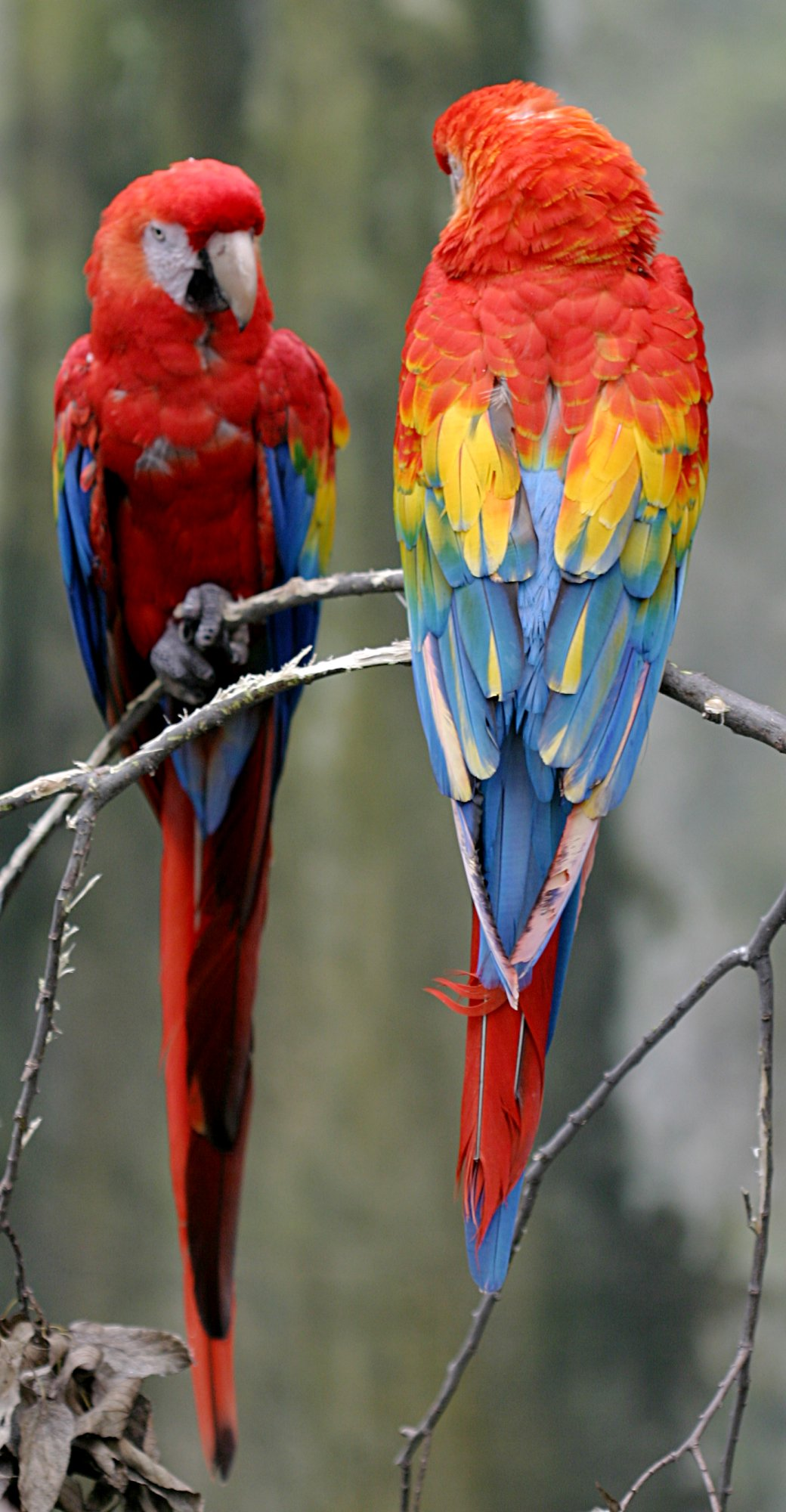
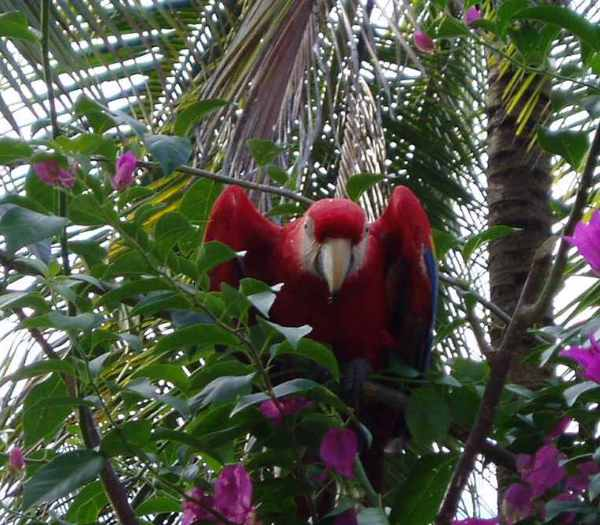
In natura in Belize
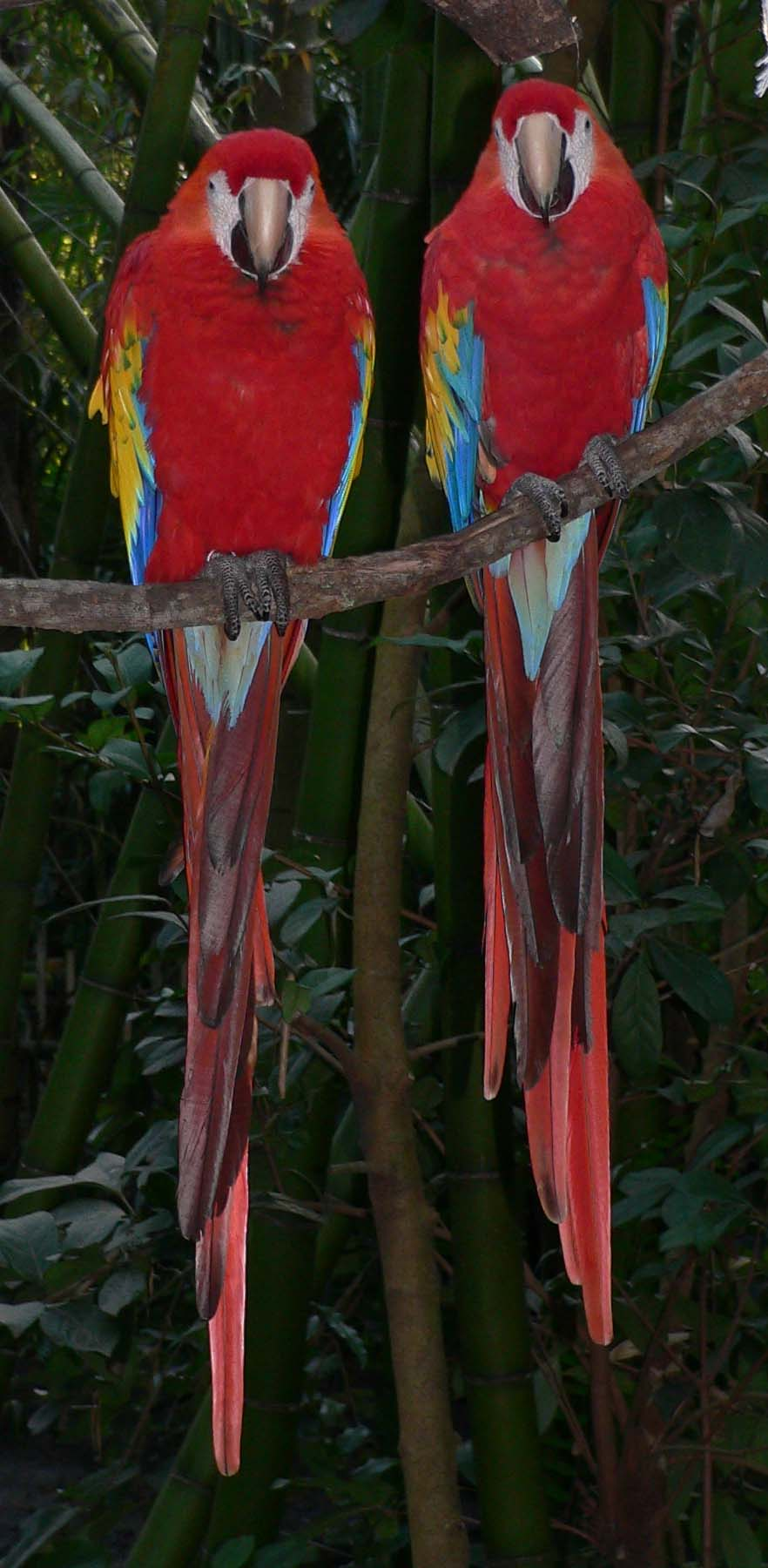
Una coppia di are scarlatte al Disney's Animal Kingdom